# 國家代表2
《國家代表2》（韓語：국가대표2）是2016年8月10日上映的一部韓國劇情片，講述韓國首次，也是唯一的女子冰球國家代表隊的創團過程，這是韓國影史上首次以「冰球」運動為主題。脫北者、從短道滑冰界退出的選手、大嬸、中學生等等各有不同經歷的選手們齊聚一堂，慢慢成長為無愧於國家的代表選手。而秀愛將演出曾是北韓女子冰球國家代表隊，後來成為南韓隊王牌選手的利智媛一角。

## 演員

### 主要演員
- 秀愛 飾演 利智媛
  - 孔秀敏 饰演 年幼时期的利智媛
- 吳達庶 飾演 姜大雄
- 吳漣序 飾演 朴彩京

### 其他演員
- 河在淑 飾演 高英子
- 金瑟琪 飾演 趙美蘭
- 金叡園 飾演 金佳妍
- 陳智熙 飾演 申昭賢
- 朴素淡 飾演 利智惠
  - 申秀妍 饰演 年幼时期的利智惠
- 朱鉉 飾演 姜大雄的父亲
- 李道京 飾演 李英植
- 金應洙 飾演 協會主席
- 曹熙奉 飾演 慶秀
- 鄭石勇 飾演 光泰
- 河智恩 饰演 庆顺
- 张大雄 饰演 姜民秀
- 李凤辇 饰演 姜大雄的妹妹
- 严志满 饰演 日本解说员
- 尹敬浩 飾演 少年代表队教练
- 崔秉默 飾演 高英子的丈夫
- 金美慧 饰演 短道速滑解说员
- 金賢成 飾演 北韓將校

### 特别出演
- 趙震雄 飾演 韓國評論家
- 裴晟宰 飾演 韓國體育播報員
- 哈妮 飾演 李寶美
- 尹賢旻 飾演 金教練

## 外部連結
- NAVER上《國家代表2》的資料
- 韩国电影数据库（KMDb）上《國家代表2》的資料
- 互联网电影数据库（IMDb）上《國家代表2》的资料（英文）
- 豆瓣电影上《國家代表2》的資料 （简体中文）